# Eugenio Dal Corso
Eugenio Dal Corso (ur. 16 maja 1939 w Lugo di Valpantena di Grezzana, zm. 20 października 2024 w Negrar) – włoski duchowny rzymskokatolicki posługujący w Angoli, biskup Saurimo w latach 1997–2008, biskup Bengueli w latach 2008–2018, kardynał od 2019.

## Życiorys
Święcenia kapłańskie otrzymał 7 lipca 1963 w zgromadzeniu Ubogich Sług Bożej Opatrzności. 15 grudnia 1995 papież Jan Paweł II mianował go koadiutorem diecezji Saurimo. Sakry udzielił mu Félix del Blanco Prieto. 15 stycznia 1997 przejął rządy nad diecezją. 18 lutego 2008 został mianowany biskupem Bengueli. 26 marca 2018 papież Franciszek zaakceptował jego rezygnację, wyznaczając jako następcę werbistę, bpa António Francisco Jaca.
1 września 2019 podczas modlitwy Anioł Pański papież Franciszek ogłosił, że mianował go kardynałem. Na konsystorzu 5 października 2019 został kreowany kardynałem prezbiterem, z tytułem Sant’Anastasia. Z racji ukończenia 80. roku życia przed kreacją, nie posiadał uprawnień elektorskich.